# Songcun (köpinghuvudort i Kina, Shandong Sheng, lat 37,07, long 122,01)
Songcun (kinesiska: 宋村, 宋村镇) är en köpinghuvudort i Kina. Den ligger i provinsen Shandong, i den östra delen av landet, omkring 450 kilometer öster om provinshuvudstaden Jinan. Antalet invånare är 37 381. Befolkningen består av 18 615 kvinnor och 18 766 män. Barn under 15 år utgör 6,0 %, vuxna 15-64 år 74 %, och äldre över 65 år 19,0 %.
Runt Songcun är det tätbefolkat, med 319 invånare per kvadratkilometer. Närmaste större samhälle är Wendeng, 14,1 km norr om Songcun. Trakten runt Songcun består till största delen av jordbruksmark.
Genomsnittlig årsnederbörd är 717 millimeter. Den regnigaste månaden är juli, med i genomsnitt 210 mm nederbörd, och den torraste är januari, med 14 mm nederbörd.